# 폭스바겐 배기가스 조작 사건

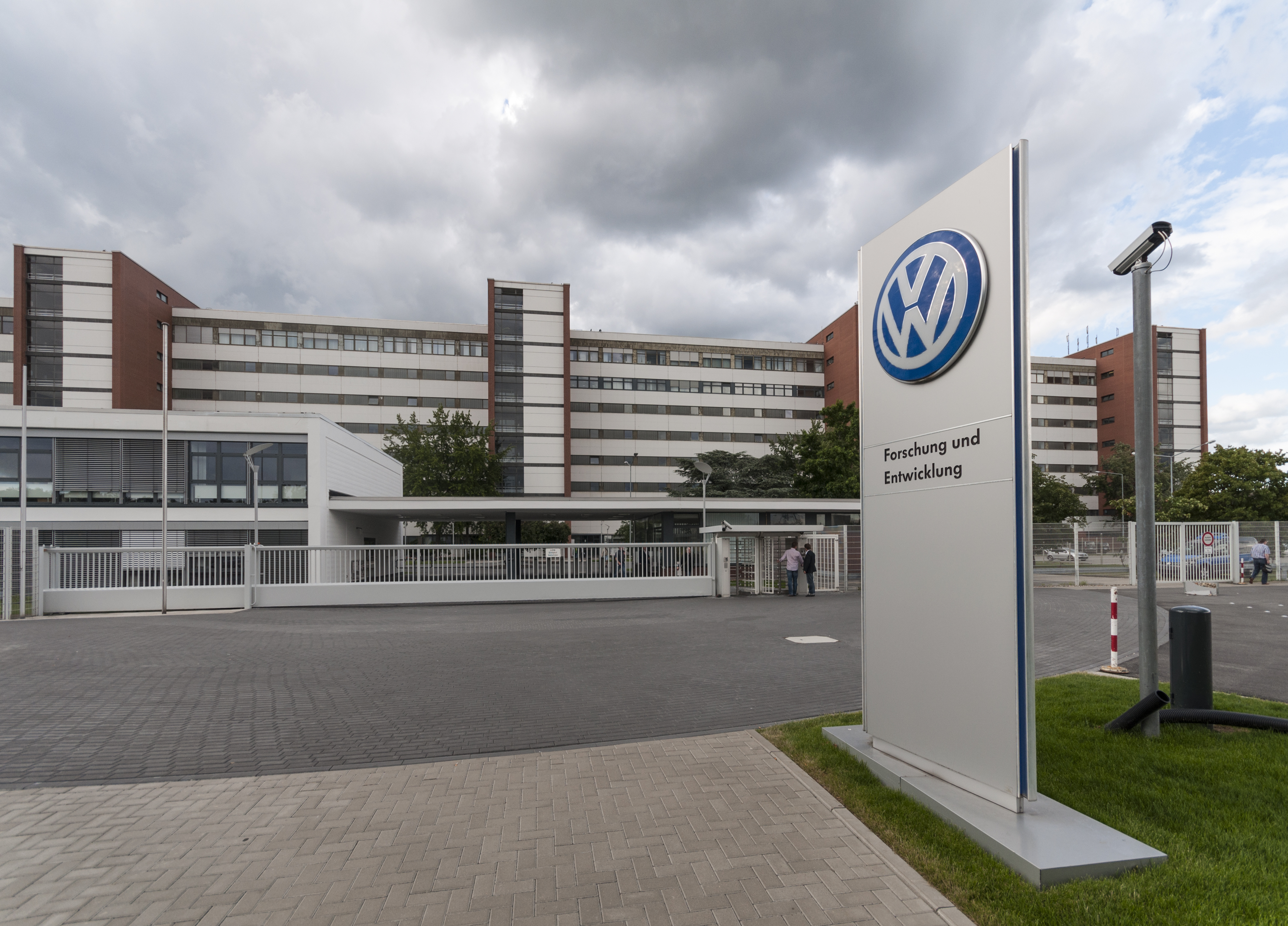

폭스바겐 배기가스 조작(독일어: VW-Abgasskandal, 영어: Volkswagen emissions violations) 또는 영미권에서 말하는 디젤게이트(영어: Dieselgate)는 2015년 9월 폭스바겐 AG 그룹의 디젤 배기가스 조작을 둘러싼 일련의 스캔들이다. 폭스바겐의 디젤 엔진에서 디젤 배기가스가 기준치의 40배나 발생한다는 사실이 밝혀졌고, 센서 감지 결과를 바탕으로 주행시험으로 판단이 될 때만 저감장치를 작동시켜 환경 기준을 충족하도록 엔진 제어 장치를 인위적으로 프로그래밍했다는 의혹이 제기되었다. 처음에는 폭스바겐사 제품에서만 배기가스 조작이 일어난 것으로 알려졌지만 같은 그룹 산하의 자사 프리미엄 자동차 브랜드 아우디에서도 조작이 일어난 것으로 밝혀져 파장이 일파만파로 커져 있었다.
EPA에 따르면, 폭스바겐은 스캔들이 발생하기 약 1년 전부터 배기량과 배기가스 계측의 차이가 단지 사소한 기술적인 결함 시비 문제라고 주장했다. 폭스바겐은 디젤 배기가스 계측장치가 결함이 있다는 증거가 나온 후에야 배기가스 조작이 일어났다는 것을 완전히 인정했다.
이 사건을 계기로 국내외 자동차 메이커들이 디젤 엔진을 승용 라인업에서 대거 제외하는, 어마어마한 나비효과가 발생했고, 2020년 이후에 하이브리드 자동차와 LPG를 연료로 사용하는 중소형 차량들의 득세로, 국내 업체인 현대기아차를 비롯한 외국계 업체인 한국지엠과 르노코리아도 디젤 엔진이 탑재된 승용 차량을 단종하는 대신 친환경 자동차 양산에 집중했다.

## 배경 및 폭스바겐의 대응
2015년에 미국 환경보호청은 전례 없던 조치를 취했다. 독일 굴지의 자동차 제조업체 폭스바겐이 미국에서 판매하는 디젤 차량에 금지된 조작 장치 소프트웨어를 장착했다고 고발한 것이다. 이 소프트웨어는 차가 테스트 기계 위에 올라가 있을 때는 산화질소 배출을 줄여주지만, 실제 운전을 하고 있는 동안에는 산화질소 배출 증가를 허용해 엔진 성능을 개선하는 역할을 했다. 그래서 일단 도로에 올라가면 이 차들은 산화질소를 허용치보다 최고 40배까지 뿜어냈다. 2015년 9월에 폭스바겐은 1천 1백만 대의 폭스바겐과 아우디 2.0리터 디젤 차량에 배출가스 감사 결과를 조작하는 소프트웨어가 설치되었다고 해명했다. 이 사건을 계기로, 자동차업계의 거물인 최고 책임자 마르틴 빈터코른은 사과하며 자리에서 물러났다.
미국의 조사관들은 스캔들 범죄 혐의 입증의 일환으로 150만 개의 서류를 검토했다. 핵심 수사대상은 미국에서 폭스바겐 디젤 콤피던스 팀을 이끄는 독일 시민권자 제임스 로버트 양이었다. 그는 독일에서 소위 '클린 디젤' 엔진을 개발한 연구진의 일원이었다. 법정 문서에 따르면 그와 그 동료들은 미국의 엄격한 배출가스 기준을 충족하는 디젤 엔진을 설계할 수 없다는 결론을 내리고 그 대신 배출가스 검사를 조작하는 소프트웨어를 설계해서 설치했다. 2016년 6월에 폭스바겐은 규제당국과 소비자들에게 최고 15억 달러를 내는 민사합의에 동의했다. 2016년 8월에 발표된 이 합의에는 652개에 이르는 미국 자동차 판매상도 관련되어 있다. 2016년 6월에 양은 자신이 스캔들에서 맡았던 역할에 대해 유죄를 인정하고 다른 폭스바겐 고용인들의 수사에 협조하기로 한다. 양은 엔진 테스트 결과가 거짓인 것을 알고 있으면서도 환경규제 당국의 질문에 그 내용을 가지고 대답했었던 것으로 밝혀졌다. 더 나아가 조사관들은 양이 미국에서 범죄를 저지르고 있는 동안 그 소프트웨어에 대해서 독일의 동료들에게도 이메일을 보냈었다고 한다. 양은 최고 5년까지 미국에서 징역을 살고난 후에 국외추방을 당하게 되며, 최고 25만 달러의 벌금을 물게 된다.

## 영향

### 법적 / 경제적 영향

#### 각국 정부 대응
각국 정부는 폭스바겐 차량의 판매를 금지시키거나 리콜을 명령하거나 과징금을 부과하는 준비에 들어갔다.
- 대한민국 : 대한민국 정부는 폭스바겐과 다른 유럽의 자동차 회사에서 만들어진 차량에 대해서 배기 가스 재검사에 들어간다고 발표했다. 박판규 환경부 사무관은 "폭스바겐 디젤 차량에서 문제가 발견되면, 독일산 차량 전체에 조사에 들어갈 것"이라고 말했다.[6]

2016년 1월 환경부는 리콜 명령을 받고도 리콜 계획의 핵심 내용을 제출하지 않은 아우디폭스바겐코리아의 총괄대표 요하네스 타머 사장과 한국법인을 서울중앙지검에 고발했다. 2월 19일 서울중앙지검 형사5부는 서울특별시 강남구에 위치한 아우디 폭스바겐코리아와 폭스바겐파이낸셜서비스코리아, 임원 자택 등을 압수수색했다.

#### 민간 대응
2015년 9월 27일까지 미국내에서 적어도 34건의 집단 소송이 제기됐다.
한 미국 지자체에서는 주민들의 건강을 해친 피해에 대해 폭스바겐이 배상하라는 소송을 냈다.

## 같이 보기
- 디젤 엔진
- 디젤 배기가스
- 배기 재순환(en:Exhaust gas recirculation, EGR)
- FTP-75(en:FTP-75, EPA Federal Test Procedure)
- 터보차저 직분사(en:Turbocharged direct injection, TDI)
- NOx 저감장치(영어판)
- 차량규제(영어판)

## 참고 문헌
- Plungis, Jeff; Hull, Dana (2015년 9월 20일). “VW's Emissions Cheating Found by Curious Clean-Air Group”. 《워싱턴 포스트》. 2015년 9월 22일에 원본 문서에서 보존된 문서. 2015년 9월 25일에 확인함.
- “Volkswagen diesel scandal: What you need to know”, 《Chicago Tribune》, 2015년 9월 22일
- Coetzee, Dawie (2015년 9월 29일). “Dieselgate: Why Volkswagen Will Come Out Smelling Like Roses”. 《The Costa Rica News》. 2015년 10월 1일에 원본 문서에서 보존된 문서. 2015년 10월 1일에 확인함.
- 샤나 호건;  외. (2017). 《Crime book》 [범죄의 책]. 번역 김성훈; 박유진; 이시은; 최윤희. 지식갤러리. ISBN 979-11-88096-11-4.